# Tomoko Akane
Tomoko Akane (赤根智子, Akane Tomoko) est une juriste japonaise et juge à la Cour pénale internationale (CPI), qu'elle préside depuis le 11 mars 2024.

## Carrière professionnelle
Après avoir obtenu son diplôme universitaire, elle devient procureure en 1982. Au cours de sa carrière, elle occupe des postes à différents niveaux du système judiciaire. Elle choisit de devenir procureure notamment en raison du manque d'opportunités que le secteur privé offrait aux femmes. Elle est procureure en chef du district de Hakodate à Hokkaidō entre 2010 et 2012, et est élue procureure de la Cour suprême du Japon en 2012. Elle est également professeure de pratique de la justice pénale à la fois à la faculté de droit de l'Université Chūkyō et à la faculté de droit de l'université de Nagoya entre 2005 et 2009. À Nagoya, elle fait également des recherches dans le domaine de la réforme de la justice pénale entre 2005 et 2006. Elle dirige le Département de la coopération internationale (ICD) du ministère japonais de la Justice entre 2009 et 2010. Son implication dans les activités de l'Institut des Nations Unies pour l'Asie et l'Extrême-Orient pour la prévention du traitement des délinquants (UNAFEI) a duré sept ans, et elle assume la direction de l'UNAFEI entre juillet 2013 et octobre 2014.

### Juge à la Cour Pénale Internationale
Elle est nommée candidate à la CPI en avril 2016 par le gouvernement du Japon et élue juge de la CPI le 4 décembre 2017 par l'Assemblée des États parties à New York. Elle prend ses fonctions en mars 2018 pour un mandat de neuf ans. En tant que juge à la CPI, elle est principalement affectée à la phase préliminaire II.
En mars 2024, elle est nommée présidente de la CPI, mandat d'une durée de trois ans.

## Domaines concernés
Au cours de sa carrière, elle dit apprendre qu'il est non seulement important de punir les criminels, mais aussi de les encourager à ne plus participer à des activités criminelles,. Au cours de son travail pour l'UNAFEI, elle est envoyée à deux reprises au Kenya, où elle participe à la formation d'agents de probation.